# 鵡川町
鵡川町（日语：／ Mukawa chō */?）是北海道膽振綜合振興局東部的一個町。鵡川町擁有豐富的自然環境和溫泉，也以日本屈指可數的恐龍化石而聞名。當地於2017年發現的神威龍化石是日本國內挖掘出來的最大的恐龍化石。當地以農業為主，生產米、蔬菜、花卉、食用牛等農產品。因鵡川町盛產柳葉魚，使當地享有「柳葉魚之町」的稱號。境內也有培育輕種馬的產業。
現在的鵡川町和2006年以前的前身行政區劃「鵡川町」的中文名稱雖然同為「鵡川」，但日文原名是不同的，新的鵡川町日文原名是使用「鵡川」的平假名。町名源自阿伊努語的「mu-ka-pet」（阻塞的河川）或「mo-ka-pet」（平靜的河川）。

## 歷史
- 1895年：設置鵡川村戶長役場。
- 1915年4月1日：鵡川村成為北海道二級村。
- 1919年4月1日：似灣村、穗別村、累標村合併為似灣村，並成為北海道二級村。
- 1929年10月1日：似灣村改名為穗別村。
- 1953年4月1日：改制為鵡川町。
- 1962年1月1日：穗別村改制為穗別町。
- 1980年：變更穗別町與鵡川町之間的邊界。
- 2004年5月6日：鵡川町和穗別町設置法定合併協議會。
- 2006年3月27日：舊鵡川町和穗別町合併成新設立的鵡川町。

## 交通

### 機場
- 新千歲機場（位於千歲市和苫小牧市）

### 鐵路
- 北海道旅客鐵道
  - 日高線：濱田浦車站[4] - 鵡川車站 - 汐見車站
  - 石勝線：從轄區北部山區通過，但未設站。
- 日本國鐵
  - 富內線：已於1986年11月1日停駛。

|  |  |

### 道路
| 高速國道 - 日高自動車道：鵡川交流道 - 道東自動車道：鵡川穗別交流道 一般國道 - 國道235號 - 國道274號 | 主要地方道 - 北海道道10號千歲鵡川線 - 北海道道59號平取厚真線 - 北海道道74號穗別鵡川線 - 北海道道131號平取穗別線 道道 - 北海道道575號鵡川停車場線 - 北海道道610號占冠穗別線 - 北海道道933號北進平取線 - 北海道道983號米原田浦線 - 北海道道1046號鵡川厚真線 - 北海道道1165號穗別內部線 |

### 巴士
- 道南巴士
- 厚真巴士
- 鵡川町營巴士

## 觀光景點
| - 鵡川溫泉 - 樹海溫泉 - 穗別博物館 - 穗別地球體驗館 | - 舊日本國鐵富內線富內車站設施（日本國登錄有形文化財） - 舊中村平八郎家住宅主屋（日本國登錄有形文化財） - 阿伊努古式舞踊（日本國指定重要無形民俗文化財） - 鵡川盛土墳墓群（北海道指定史跡） |

## 教育

### 高等學校
| - 道立北海道鵡川高等學校（页面存档备份，存于） | - 道立北海道穗別高等學校（页面存档备份，存于） |

### 中學校
| - 鵡川町立鵡川中學校 | - 鵡川町立穗別中學校 | - 鵡川町立仁和中學校 |

### 小學校
| - 鵡川町立鵡川中央小學校 - 鵡川町立穗別小學校 - 鵡川町立仁和小學校 | - 鵡川町立宮戶小學校 - 鵡川町立生田小學校 - 鵡川町立富內小學校 | - 鵡川町立稻里小學校 - 鵡川町立和泉小學校 |

## 姊妹市、友好都市

### 日本
- 砺波市（富山縣）：於1995年舊鵡川町與川町締結姊妹都市[5]，庄川町於2004年11月1日合併為砺波市，並於2007年重新締結姊妹都市。

## 出身名人
- 铃木章 - 2010年諾貝爾化學獎得主

## 外部連結
- （日語）鵡川厚生醫院（页面存档备份，存于）